# Un'anima non vile
Un'anima non vile è un romanzo dello scrittore ebreo tedesco Fred Uhlman, parte della Trilogia del ritorno, che comprende L'amico ritrovato e Niente resurrezioni, per favore.

## Trama
Il romanzo narra la storia tra Hans Schwarz e Konradin von Hohenfels attraverso una lettera che Konradin scrive dalla prigione di Spandau all'amico. Egli la scrive in attesa di essere giustiziato per aver partecipato alla fallita congiura ai danni di Hitler (20 luglio 1944), il 13 settembre 1944. È la stessa storia de “L'amico ritrovato", ma narrata dal punto di vista di Konradin, che descrive i momenti passati con Hans sin dal primo giorno di scuola, di come i due ragazzi si siano conosciuti (perché a tutti e due mancava un amico) e delle prime impressioni di Konradin sulla scuola e sui compagni; il protagonista descrive i suoi viaggi all'estero, ma parla molto anche dei suoi genitori, motivo principale della rottura della loro amicizia. Egli li descrive come privi di coscienza o morale, individui mondani, che non sanno fare né il padre né la madre, che si occupano solo di affari diplomatici. L'unica cosa che si premurano di fare è fornire i mezzi a Konradin per fargli avere tutto ciò che desidera, pur non rendendosi conto che alla lunga, questo lo renderà del tutto privo di affetto. 
La madre odia gli ebrei, per cui provava ribrezzo già da piccola, e li considera persone viscide, subito pronte a rubare e ad ingannare; è per questo motivo che considera Hitler come il “messia” della Germania. Il padre è invece tanto raffinato quanto altezzoso, superbo e molto orgoglioso. Konradin da piccolo, ne aveva persino paura, perché era insensibile, privo di umiltà e immaginazione.
Konradin ricorda accuratamente le conversazioni con i numerosi "von" della classe, con il "Caviale" (gruppo culturale, a cui viene invitato a prendere parte, pur non avendone alcun interesse) e soprattutto quelle con Hans, riguardo ai viaggi, alle collezioni di monete e alle molte confidenze che si erano scambiati. Konradin e i suoi genitori parlano spesso di Hans, soprattutto la madre, che cerca sempre di dissuaderlo dall'essere amico di un ebreo, perché secondo lei questo avrebbe minato la fama della famiglia e persino la salute di Konradin, che però ribatte dicendo: “ebreo o non ebreo, è mio amico”. Konradin scrive infine di non aver mai saputo nulla dei campi di sterminio e si scusa con Hans. La lettera è quasi una confessione che Konradin fa prima di morire, un bisogno di sfogarsi, una presa di coscienza riguardo alla paura di morire, ma soprattutto una lettera di scuse rivolta ad Hans per tutte le volte in cui si è dimostrato vile con lui, non essendosi reso conto in che condizioni il suo amico stava vivendo. Così, come ultimo desiderio prima di andare al patibolo, chiede ad uno dei carcerieri (amico di famiglia) di mandare questa lettera a suo padre, perché la spedisca ad Hans. Il padre, ricevuta la lettera, la darà nel 1951 ad un signore che non riuscirà a spedirla ad Hans in quanto non riuscirà a trovare il suo indirizzo.

## Frasi più significative
"C'è una buona ragione per credere che la morte sia un bene.
Perché o la morte è uno stato d'esistenza o è l'abbandono dell'anima.
Quindi, se la morte non è che un sonno privo di sogni, allora la morte è un guadagno" (Socrate)
"La prima soluzione è non avere mai vissuto, dicevano gli antichi.
Non avere mai guardato negli occhi del giorno.
La seconda: voltare le spalle." (Sofocle)
"Questo sterile orgoglio rendeva superflui sentimenti comuni quali la pietà, la misericordia e la compassione. Può anche darsi che tale insensibilità l'abbia reso un ambasciatore di successo, perché nel mondo artificiale nel quale si muoveva tutto quello che importava erano le apparenze, e di queste aveva una rara padronanza." Konradin, parlando di suo padre
"Potevo vivere in un mondo di sogno lontano mille miglia dai comuni mortali, ma d'altra parte il figlio di un contadino greco ha ricevuto più amore in un giorno che io in tutta la vita." Konradin

## Edizioni
- Fred Uhlman, Un'anima non vile, traduzione di Bruno Armando, TEA,  p. 67, ISBN 88-7818-675-9.
- Fred Uhlman, Trilogia del ritorno, traduzioni di Bruno Armando e Elena Bona ISBN 9788862566414 Salani Editore